# دبیرستان شماره ۸ پکن

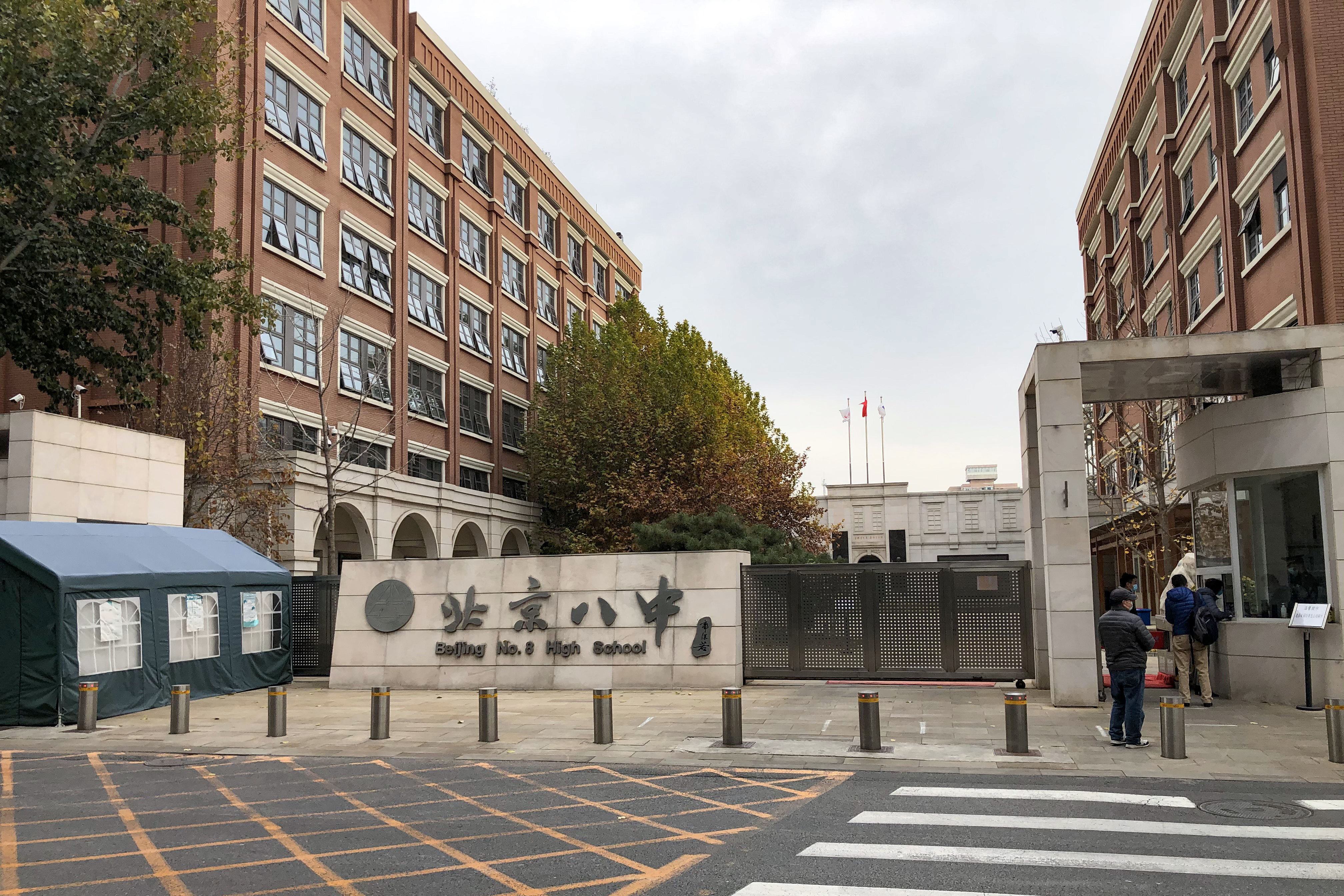
دبیرستان شماره ۸ پکن

دبیرستان شماره ۸ پکن (simplified Chinese: 北京市第八中学; traditional Chinese: 北京市第八中學; pinyin: Běijīngshì Dìbā Zhōngxué) یک مدرسه متوسطه شاخص دولتی (کلاس ۷ تا ۱۲) واقع در بخش شیچنگ پکن، جمهوری خلق چین است. این مدرسه از سوی کمیسیون شهرداری پکن به عنوان «دبیرستان نمونه شهرداری» ارزشگذاری شده‌است. این یک مدرسه نمونه برای رشته‌های علمی و فنی است. در زمان المپیک ورزشگاه‌های این مدرسه به عنوان یکی از محل‌های تمرین ورزشکاران ترامپولین و شنا انتخاب شد.